# Телефестиваль песни АВС 2015
Телефестиваль песни АВС 2015 (англ. ABU TV Song Festival 2015; тур. 2015 ABU TV Şarkı Festivali) — является четвёртым по счёту выпуском Азиатско-Тихоокеанского телефестиваля песни. Фестиваль, который по правилам конкурса не носит соревновательный характер, пройдёт 28 октября 2015 года в Стамбуле (Турция) одновременно с 52-й генеральной ассамблеей Азиатско-Тихоокеанского вещательного союза (ABU, «АВС»), которая будет проходить в период с 25 по 30 октября.

## Место проведения
Было объявлено, что местом проведения Азиатско-Тихоокеаского телефестиваля песни 2015 года будет турецкий город Стамбул, в котором пройдёт 52-я генеральная ассамблея Азиатско-Тихоокеанского вещательного союза. Ранее, Стамбул уже выступал местом проведения конкурса песни Евровидение 2004, который прошёл на «Абди Ипекчи Арена». Тем не менее, арена фестиваля объявлена не была.

### Национальный вещатель
Вещателем четвёртого выпуска ежегодного фестиваля песни выступил Турецкая телерадиокомпания.

## Подтверждённые участники
| Страна           | Язык                    | Исполнитель         | Песня                      | Перевод                       |
| ---------------- | ----------------------- | ------------------- | -------------------------- | ----------------------------- |
| Афганистан       | Персидский              | Mozhdah Jamalzadah  | «Ghoroore Tu, Shikaste Ma» | «Твоя гордость, мой яд»       |
| Вьетнам          | Английский, вьетнамский | Dinh Manh Ninh      | «In the music tonight»     | «В музыке сегодня вечером»    |
| Гонконг          | Кантнонский             | Трейси Гу Вэй       | «Accept The Part»          | «Принять участие»             |
| Индия            | Английский              | Sanjeevani Bhelande | «Radiant Ruby»             | «Сияющий рубин»               |
| Индонезия        | Индонезийский           | Захра Дамарива      | «Tak Kembali»              | «Без возврата»                |
| Казахстан        | Казахский               | Димаш Кудайберген   | «Daididau»                 | "Дайдидау"                    |
| Республика Корея | Корейский, английский   | «CNBLUE»            | «Cinderella»               | «Золушка»                     |
| Макао            | Кантнонский             | Ма Мэн Лэй и Кайла  | «Beiduibei»                | «Спина к спине»               |
| Малайзия         | Малайзийский            | Эрни Закри          | «Dialah di Hati»           | «Он находится в самом сердце» |
| Мальдивы         | Английский, мальдивский | Mariyam Unoosha     | «The Maldives Song»        | «Песня Мальдив»               |
| Турция           | Турецкий                | Мурат Далкылыч      | «Katilimiz Olursun»        | «Ты станешь нашим убийцей»    |
| Япония           | Английский, японский    | «Scandal»           | «Sisters»                  | «Сестры»                      |

## Международное вещание
Каждая из стран участниц будет приглашена транслировать событие и комментировать его на родном языке для ясности и описания фестиваля.
- Турция — Турецкая телерадиокомпания (TRT)
- ОАЭ — Вещательный союз стран арабского мира (ASBU)